# Bruch (Landschaft)
Bruch (das oder der Bruch; Aussprache ursprünglich mit langem [uː], laut Duden aber auch kurz [brʊx]) ist eine Bezeichnung für Sumpf- oder Moorland und – in regionalen Variationen – Bestandteil vieler Flur- und Siedlungsnamen. Ein Bruch mit Baumbestand bildet einen Bruchwald.

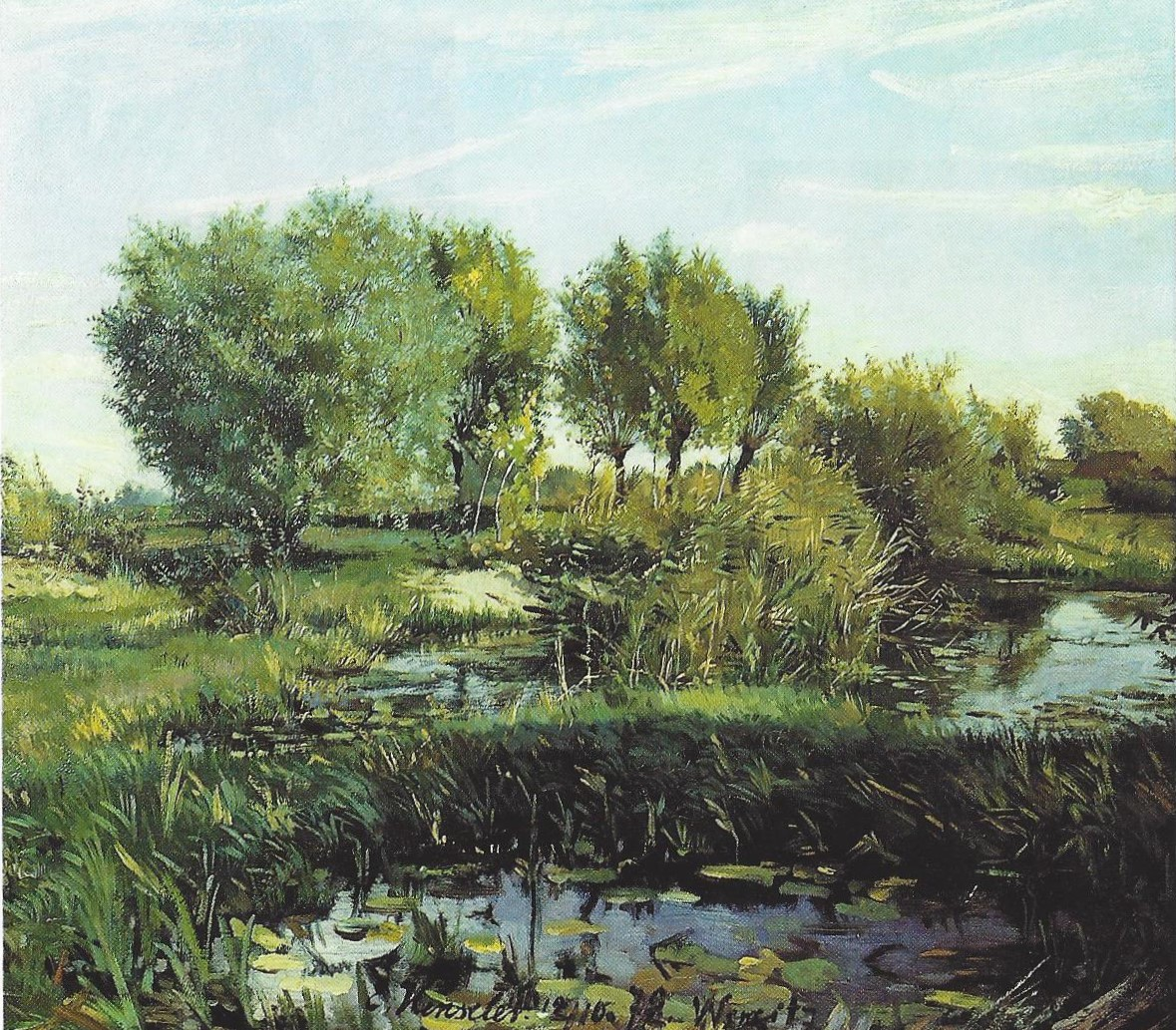
Ölbild eines Sumpfgeländes (Bruchs)

## Wortvarianten und Wortherkunft
In Ortsnamen kommt Bruch oft als Grundwort, aber auch als Bestimmungswort oder Simplex vor. Varianten sind z. B. Broich (meist im Rheinland), Brook, Brok oder Brauk (niederdeutsch). Ältere Wortformen sind althochdeutsch bruoh, mittelhochdeutsch bruoch oder altsächsisch und mittelniederdeutsch brōk. Die niederländische Bezeichnung ist broek (Aussprache ebenfalls mit langem „u“: „bru:k“), auch das englische Wort brook für einen kleinen Fluss ist damit verwandt.

## Beispiele

### Bruch
- Anklamer Stadtbruch, Torfmoor bei Anklam
- Bruch von Gravenbruch, Wald- und Feuchtgebiet bei Neu-Isenburg
- Füllenbruch, Naturschutzgebiet in Herford und Hiddenhausen
- Griesheimer Bruch, Wald- und Wiesengelände westlich von Griesheim in Südhessen
- Großes Bruch, Sumpfland zwischen Oschersleben in Sachsen-Anhalt und Hornburg in Niedersachsen
- Hülser Bruch, Naturschutzgebiet bei Krefeld
- Kasbruch, Naturschutzgebiet bei Neunkirchen (Saar) mit gallorömischen Siedlungsspuren
- Königsbruch Teil des Natura 2000 Schutzgebietes Jägersburger Wald/Königsbruch bei Homburg
- Landstuhler Bruch, Landschaft in der Westpfalz in Rheinland-Pfalz, ehemalige Moorniederung
- Linumer Bruch, Landschaft in Fehrbellin
- Maudacher Bruch, ist die größte zusammenhängende Grünfläche in Ludwigshafen
- Merfelder Bruch, Landschaft bei Dülmen im Münsterland in Nordrhein-Westfalen
- Netze-Bruch, Landschaft am Unterlauf der Netze
- Oderbruch, Binnendelta des Flusses Oder
- Rogeezer Bruch, Teil des Sturer Wiedervernässungsgebiets, in Fünfseen in Mecklenburg-Vorpommern
- Sprottebruch, Landschaft an der Sprotte, im heutigen polnischen Niederschlesien
- Warthebruch, Landschaft an der Mündung der Warthe in die Oder
- Weingartener Moor-Bruchwald Grötzingen, Landschaftsschutzgebiet im Landkreis Karlsruhe in Baden-Württemberg
- Worringer Bruch, sumpfige Flachlandschaft im Norden von Köln

Beispiele für „Bruch“ als Element von Ortsnamen:
- Breitenbruch, Ortsteil von Arnsberg
- Hausbruch, Stadtteil von Hamburg
- Roderbruch, Stadtteil von Hannover
- Hombruch, Stadtteil von Dortmund
- Katzenbruch, Ortslage in Wuppertal, in der lokalen Mundart auch Kattenbrook
- Wertherbruch, Ortsteil von Hamminkeln im Kreis Wesel
- Bruchhof Stadtteil von Homburg
- Bruchmühlbach Ortsteil von Bruchmühlbach-Miesau in der Pfalz
- Bruchnal, ehemaliger Name von Ternowyzja, Ukraine

- Bruchhausen, Stadtteil von Olsberg
- Bruchhausen-Vilsen, Flecken in Niedersachsen mit den Ortsteilen Bruchhausen, Bruchhöfen und Bruchmühlen

### Broich
Hauptartikel: -broich und Broich
- Broichweiden
- Grevenbroich
- Kleinenbroich
- Korschenbroich

Als Simplex:
- Broich, Stadtteil von Jülich
- Broich, Stadtteil von Mülheim an der Ruhr

Ausgesprochen wird Broich mit einem stummen Dehnungs-i, also mit einem langen o.

### Brook
- Duvenstedter Brook, Naturschutzgebiet in Hamburg
- Ellerbrook, Straße in der Lübecker Altstadt
- Hansdorfer Brook, Naturschutzgebiet in Schleswig-Holstein
- Brookmerland, Samtgemeinde in Ostfriesland
- Billbrook, Hammerbrook, Iserbrook, Kleiner Grasbrook, Reitbrook, Stadtteile von Hamburg

### Brok
- Ellenerbrok, Ortslage im Bremer Stadtteil Osterholz
- Lesumbrok, Ortslage im Bremer Stadtteil Burglesum
- Schierbrok, Bauerschaft in Ganderkesee

### Brauk
- Et Brauk, im Volksmund für das Seelsche Bruch
- Brauk, in der Topographischen Aufnahme der Rheinlande von 1825 für: Diepenbruch